# Kochany (Jastkowice)
Kochany – przysiółek wsi Jastkowice w Polsce, położony wśród lasów w województwie podkarpackim, w powiecie stalowowolskim, w gminie Pysznica.
Dawniej Kochany były przysiółek Rzeczyca Długiej, a w XIX wieku odrębna gmina jednostkowa. W Królestwa Galicji i Lodomerii miejscowość położona była w pogranicznym pasie celnym.
W latach 1975–1998 miejscowość administracyjnie należała do ówczesnego województwa tarnobrzeskiego.